# Scuola di magia
Scuola di magia (WITS Academy) è una serie televisiva statunitense ideata da Mariela Romero e Catharina Ledeboer, spin-off della serie Emma una strega da favola. Annunciata il 25 febbraio 2015, è andata in onda dal 5 ottobre al 30 ottobre 2015 su Nickelodeon.
In Italia è andata in onda dal 6 marzo al 31 marzo 2017 su TeenNick.

## Trama
Andi, la migliore amica di Emma, sta finalmente realizzando il suo sogno di diventare una Guardiana, ed è in addestramento presso la WITS Academy, la scuola più importante del Regno Magico. Essendo la prima e unica Guardiana umana, per giunta la migliore amica e Guardiana ufficiosa della Prescelta, Andi deve lavorare sodo per dimostrare di poter essere all'altezza delle aspettative. Durante l'addestramento e gli studi, Andi viene assegnata a due degli studenti più difficili, che dovrà aiutare fino al diploma, cioè Jessie, la sorellina di Jax, e Ben. Andi incontra anche altri Guardiani in addestramento, come Luke, il cugino di Lily, che diventa il suo interesse amoroso, Ruby, la sua rivale, e Kim, che diventa una delle sue più care amiche. Tutto è  incentrato sulla lotta tra i team dell'accademia (formati da un guardiano adulto e da due bambini), fra cui si contraddistinguono quello di Ruby, Ethan ed Emily, quello di Luke, Sean e Gracie e infine quello di Andi, Ben e Jessie. Tutti insieme, inoltre, fra scontri e amori, dovranno affrontare un grande pericolo che mette a rischio l'accademia e le loro stesse vite.

## Personaggi

### Personaggi principali
- Andi Cruz, interpretata da Daniela Nieves
La migliore amica di Emma, è in addestramento per diventare la prima Guardiana umana. Ha una cotta segreta per Luke, con il quale inizia a uscire alla fine della prima stagione, ed è la Guardiana di Jessie e Ben.
- Jessie Novoa, interpretata da Julia Antonelli
La sorellina minore di Jax, fa un sacco di domande e a volte può essere fastidiosa.
- Ben Davis, interpretato da Jailen Bates
Un mago molto intelligente, è bravo nella teoria, ma non nella pratica, e quindi i suoi incantesimi hanno raramente successo.
- Ruby Webber, interpretata da Kennedy Slocum
Antagonista principale della prima stagione, alla fine della quale viene espulsa, è una strega senza poteri, prima della sua famiglia, e per questo si sente insicura. È una maniaca del controllo e non le piace Andi, che cerca sempre di mettere nei guai. È la Guardiana di Emily ed Ethan.
- Emily Prescott, interpretata da Meg Crosbie
È una giovane strega testarda determinata a diventare più forte perché i suoi poteri sono deboli.
- Ethan Prescott, interpretato da Timothy Colombos
È il fratello gemello di Emily, ha un talento naturale per la magia e ama lavorare in gruppo. Non mette mai in discussione gli ordini e fa qualunque cosa gli si chieda.
- Luke Archer, interpretato da Ryan Cargill
È il cugino di Lily e, provenendo da una famiglia di Guardiani della Prescelta, vuole essere all'altezza delle aspettative, per questo è in rivalita con Andi, che poi diventerà la sua fidanzata. Onesto e intelligente, è però molto competitivo; è il Guardiano di Sean e Gracie.
- Sean De Soto, interpretato da Andrew Ortega
Un mago spensierato, vuole che tutti sorridano e ama farli divertire.
- Gracie Walker, interpretata da Lidya Jewett
Un'esuberante giovane strega.
- Cameron Masters, interpretato da Tyler Perez
Il miglior studente della scuola, è il prefetto e l'assistente di Agamennone. Ha una cotta per Ruby.
- Kim Sanders, interpretata da Jazzy Williams
Un'inventrice geniale sempre pronta a dare una mano, è la compagna di stanza di Andi e diventa presto la sua migliore amica. È la Guardiana di Harris e Sienna.
- Agamennone, interpretato da Todd Allen Durkin
Il capo del Concilio delle Streghe, ha temporaneamente lasciato il suo posto per fare il preside della WITS Academy.

### Personaggi secondari
- Harris, interpretato da Peter Lopez.
- Sienna, interpretata da Erin Whitake.
- Samantha, interpretata da Bianca Matthews
- Amelia Foiler, interpretata da Andrea Canny.
- Leopald Archer, interpretato da Michael St. Pierre

## Episodi
| Stagione       | Episodi | Prima TV originale | Prima TV Italia |
| -------------- | ------- | ------------------ | --------------- |
| Prima stagione | 21      | 2015               | 2017            |

## Produzione
Le riprese hanno avuto inizio nel luglio del 2015. I 20 episodi attirarono circa 1,3 milioni di spettatori e sono rimasti abbastanza coerenti. Questi numeri non erano apparentemente abbastanza buoni per la Nickelodeon per ordinare una seconda stagione. Il 17 dicembre 2015 Todd Allen Durkin ha pubblicato una foto dalla sua nuova serie su TBS e ha risposto ai commenti che chiedevano se stesse partecipando alla seconda stagione, e lui ha risposto ai commenti :
Dopo un paio di giorni Julian Antonelli ha rifiutato di partecipare alla seconda stagione, e il 23 marzo 2016 Daniela Nieves ha annunciato che la serie è stata cancellata. Dopo essere stata cancellata, è stata sostituita da due nuove serie chiamate La cucina magica di Talia e Astral e il nuovo regno.